# گواتراچه
گواتراچه (به اسپانیایی: Guatraché) یک منطقهٔ مسکونی در آرژانتین است که در استان لا پامپا واقع شده‌است. گواتراچه ۵٫۲۷۱ نفر جمعیت دارد.